# Hospital Policial
Das Hospital Policial ist ein Bauwerk in der uruguayischen Landeshauptstadt Montevideo.
Das infolge eines 1977 zu seiner Errichtung durchgeführten Wettbewerbs erbaute Gebäude, dessen erster Bauabschnitt 1980 eingeweiht wurde, befindet sich im Barrio Mercado Modelo y Bolívar am Bulevar José Batlle y Ordoñez 3574, Ecke Avenida José P. Varela. Für den Bau zeichneten als Architekten H. Benech, M. Marzano, Thomas Sprechmann und Arturo Villaamil verantwortlich. Die Bauweise entspricht den verbreiteten architektonischen Ideen zur Zeit seiner Entstehung. Im Gebäude ist das gleichnamige Krankenhaus untergebracht.